# Argiles à Posidonies
Les argiles à Posidonies sont une formation géologique du Jurassique inférieur (Toarcien) du sud-ouest de l'Allemagne, affleurant en particulier près du village d'Holzmaden dans le Bade-Wurtemberg. Des équivalents latéraux de cette formation, riches en posidonies, sont également connus dans plusieurs pays d'Europe de l'Ouest : France (Schistes-carton), Royaume-Uni, Pays-Bas... Cette formation s'appelle « Posidonienschiefer » en allemand.
Les posidonies sont ici des fossiles de mollusques lamellibranches, des Ostreida de la famille des Posidoniidae, du genre Posidonia et non des plantes aquatiques de la famille des Posidoniaceae du genre homonyme Posidonia. C'est l'espèce Posidonia bronni  qui abonde dans cette formation.

## Géologie
Les argiles à Posidonies sont composées d'argiles bitumineuses noires finement laminées qui se délitent en plaques sur lesquelles on trouve fréquemment des fossiles, dont des squelettes complets parfaitement conservés de poissons et de « reptiles » marins. Les argiles présentent des intercalations de bancs de calcaires bitumeux.

## Milieu de dépôt
Les argiles bitumineuses à Posidonies sont classiquement considérées comme déposées dans un environnement marin profond dans un milieu anoxique, peu ou pas oxygéné, dans la partie profonde de l'ancien océan Téthys. Cependant le milieu de dépôt précis de ces argiles reste encore débattu.

## Datation
Les argiles à Posidonies sont précisément datées par les ammonites (dont Harpoceras falciferum) du Toarcien inférieur, soit il y a environ 180 Ma (millions d'années). 

## Paléontologie
En plus des nombreuses posidonies, les argiles livrent des restes ou des fossiles complets d'ichthyosaures, de plésiosaures, de poissons, d'ammonites, de crinoïdes, etc. :

### Ichthyosaures
| Ichthyosaures des argiles à Posidonies       | Ichthyosaures des argiles à Posidonies           | Ichthyosaures des argiles à Posidonies | Ichthyosaures des argiles à Posidonies | Ichthyosaures des argiles à Posidonies |
| Taxa                                         | Localisation                                     | Notes                                  | Images                                 |                                        |
| -------------------------------------------- | ------------------------------------------------ | -------------------------------------- | -------------------------------------- | -------------------------------------- |
| Genres : - Temnodontosaurus - Stenopterygius | 1. Découvert près d'Holzmaden (Bade-Wurtemberg). |                                        |                                        |                                        |

### Plésiosaures
| Plésiosaures des argiles à Posidonies          | Plésiosaures des argiles à Posidonies            | Plésiosaures des argiles à Posidonies | Plésiosaures des argiles à Posidonies | Plésiosaures des argiles à Posidonies |
| Taxa                                           | Localisation                                     | Notes                                 | Images                                |                                       |
| ---------------------------------------------- | ------------------------------------------------ | ------------------------------------- | ------------------------------------- | ------------------------------------- |
| Genres : - Meyerasaurus 1. Meyerasaurus victor | 1. Découvert près d'Holzmaden (Bade-Wurtemberg). |                                       |                                       |                                       |

### Ptérosaures
| Ptérosaures des argiles à Posidonies                     | Ptérosaures des argiles à Posidonies                          | Ptérosaures des argiles à Posidonies | Ptérosaures des argiles à Posidonies | Ptérosaures des argiles à Posidonies |
| Taxa                                                     | Localisation                                                  | Notes                                | Images                               |                                      |
| -------------------------------------------------------- | ------------------------------------------------------------- | ------------------------------------ | ------------------------------------ | ------------------------------------ |
| Genre : - Campylognathoides 1. C. liasicus 2. C. zitteli | 1. Près d'Holzmaden 2. Près d'Holzmaden                       |                                      |                                      |                                      |
| Genre : - Dorygnathus 1. D. banthensis                   | 1. Près de l'abbaye de Banz en Bavière, ainsi qu'à Holzmaden. |                                      |                                      |                                      |

### Dinosaures
| Dinosaures des argiles à Posidonies | Dinosaures des argiles à Posidonies | Dinosaures des argiles à Posidonies | Dinosaures des argiles à Posidonies | Dinosaures des argiles à Posidonies |
| Taxa                                | Localisation                        | Notes                               | Images                              |                                     |
| ----------------------------------- | ----------------------------------- | ----------------------------------- | ----------------------------------- | ----------------------------------- |
| Genre : - Ohmdenosaurus liasicus    |                                     |                                     |                                     |                                     |